# Нечиста крв: Грех предака
Нечиста крв: Грех предака је српски филм из 2021. године у режији Милутина Петровића и сценарију Војислава Нановића који је адаптирала Милена Марковић.
Претпремијера филма је одржана на фестивалу европског филма у Палићу 23. јула 2021. године, док је биоскопска премијера одржана 24. августа 2021.
Ово је први српски филм који је објављен на платформи Нетфликс.

## Радња
Филм је заснован на делима Боре Станковића и говори о пропасти старе српске газдинске породице кроз коју  паралелно пратимо слабљење Османске империје и стварање младе српске кнежевине у периоду током 19. века.
Прича филма прати Хаџи Трифуна, богатог трговца и предводника хришћанске мањине у Врању који живи у хармонији с турским властима, одржавајући своју репутацију у тада турској вароши на граници с ослобођеним делом Србије.
Његова два сина спремају се да га наследе у улози вође, али на том путу стоје сплетке турских бегова.
Трифун, покушавајући да очува своје богатство и моћ, покреће низ догађаја који ће изазвати ужасне последице по његову породицу.
Година је 1850; на граници нове српске кнежевине, Хаџи Трифун након увреде муселима намесника Џафер-бега, реши да наручи његово убиство од вође арнаутског фиса Коља, како би спречио шире сукобе.
Кољ му за ту услугу тражи Ташану, снају његовог покојног најстаријег сина.
Хаџи Трифун покуша то да избегне, али поклекне под притиском и претњама, па интригом намами Ташану код Коља...

## Улоге
| Глумац               | Улога                 |
| -------------------- | --------------------- |
| Драган Бјелогрлић    | Хаџи Трифун           |
| Катарина Радивојевић | Цона                  |
| Анђела Јовановић     | Ташана                |
| Марко Грабеж         | Мита                  |
| Недим Незировић      | Јовча                 |
| Mилица Гојковић      | Aнђа                  |
| Нела Михаиловић      | Ката                  |
| Ваја Дујовић         | Стана                 |
| Теодора Драгићевић   | Стојна                |
| Феђа Штукан          | Кољ                   |
| Дејан Бућин          | владика Мирон         |
| Тим Сејфи            | Џафер бег             |
| Миљана Кравић        | Ната                  |
| Никола Вујовић       | Исмаил-бег            |
| Милутин Милошевић    | Иса                   |
| Горан Јевтић         | Парапута              |
| Александар Стојковић | Ставра                |
| Видан Миљковић       | Клисар                |
| Александар Ристоски  | Сарош                 |
| Бојан Жировић        | газда Младен          |
| Младен Леро          | Николча               |
| Миливој Борља        | Тоне                  |
| Радован Миљанић      | газда Риста           |
| Марко Тодоровић      | Емир                  |
| Александра Плескоњић | Наза                  |
| Мирјана Ђурђевић     | Рада                  |
| Димитрије Тодоровић  | Марко                 |
| Урош Дробац          | Ахмет                 |
| Дамир Романов        | Цонин слуга           |
| Марко Николић        | Хаџи Трифунов слуга 1 |
| Милан Стаменковић    | Хаџи Трифунов слуга 2 |

## Награде
- Горки лист - награда публике на филмском фестивалу у Палићу 2021 године
- Прва награда за сценарио на 45 фестивалу филмског сценарија у Врњачкој Бањи 2021 године
- Награда за глумачко остварење целокупној глумачкој екипи филма Нечиста крв - грех предака на фестивалу Дунав филм фест
- Награда за најбољег страног глумца Феђи Штукану за улогу Коља на Филмским сусретима у Нишу